# Узконадкрылка тонконогая
Узконадкрылка тонконогая (лат. Oedemera lurida) — вид жуков из семейства узконадкрылок.

## Описание
Жук длиной 5—7 мм. Окраска жука тёмно-зелёная. Тело опушено. Задние бёдра самцов не утолщены.

## Классификацияи распространение
В составе вида выделяют два подвида. Номинативный подвид Oedemera lurida lurida встречается в Европе, Сирии, Турции, Иране и Туркменистане, а другой подвид — Oedemera lurida sinica Švihla описан из провинции Сычуань в Китае.